# أبو زميرة
أبو زميرة محمد هو زعيم جماعة بوكو حرام المسلحة التي تنشط في نيجيريا. تولى السلطة بعد الوفاة المفترضة لـ أبو بكر شكوي، بدأ محادثات سلام مع الحكومة النيجيرية. وضعه الحالي غير معروف.

## وفاة شكوي
أعلن الإمام ليمان إبراهيم في أغسطس 2013 أن جماعة داخل بوكو حرام قد عزلت أبو بكر شكوي بسبب أساليبه القاسية. كما أعلن إبراهيم تعيين أبو زميرة في المنصب الذي كان شيكوي شغله، وإنهاء الأساليب العنيفة.

## مفاوضات السلام
في أغسطس 2013 عُين أبو زميرة نفسه وأربعة آخرين كممثلين عن بوكو حرام في محادثات السلام مع الحكومة النيجيرية. وضم الوفد إلى جانبه أبو ليمان إبراهيم وأبو آدم ميسنداري وقاسم إمام بيو ومالام مودو داماتورو. رافق هذه التعيينات إعلان وقف إطلاق النار لمدة 60 يومًا، وإعلان بطلان أي هجوم باسم شكوي.